# 米诺·拉伊奥拉
卡尔米内·「米諾」·拉奧拿（義大利語：Carmine "Mino" Raiola，義大利語發音：[ˈkarmine ˈmiːno ˈraːjola, - raˈjɔːla]；1967年11月4日—2022年4月30日）是一名具有荷蘭、意大利雙重國籍的足球經紀人，名下有薩拉坦·伊巴謙莫域、保羅·普巴、亨里希·姆希塔良、馬高·華拉堤、基安盧基·當拿隆馬、馬菲斯·迪歷特、埃尔林·哈兰德、馬里奧·巴洛特利等多名球星。 帕维尔·内德维德曾以其为经纪人。

## 个人简介
拉奧拿1967年出生于意大利南部萨莱诺的下诺切拉。一岁那年，他和父母搬到了荷兰的哈勒姆。 他的父亲在那开了一家生意红火的餐馆，拉奧拿早年就在那做服务员。 他之后获得了高中文凭，上了两年大学，并进入了法学院。 他会说意大利语、英语、德语、西班牙语、法语、葡萄牙语和荷兰语共七种语言。
他早年为HFC哈勒姆青年队踢球，但在1987年他退役的时候，他已经是青年队的队长。退役并没有让拉约拉远离足球。此后他以足球经纪人的身份继续参与足球活动。他开始为体育经纪公司Sports Promotions工作，并帮助几位备受瞩目的荷兰球员转会至意大利俱乐部，其中包括阿贾克斯的球员布赖恩·罗伊（1992 年转会至霍治亚）、马西亚诺·文克（1993 年转会至热那亚）、维姆·琼克和丹尼斯·博格坎普（均在 1993 年加盟国际米兰）和Michel Kreek （1994 年加盟帕多瓦）。过了一段时间，他决定离开公司，开始自己单干。他的第一次独立操作的转会是将在1996年欧洲杯中有优异表现的内德维德从布拉德斯巴达运作到拉齐奥。内德维德在当届比赛中帮助捷克队打进决赛。
目前，拉奧拿旗下有20多位球员在欧洲踢球。 他目前居住在摩纳哥。2008年，作为意大利当局对职业足球进行广泛调查的一部分，他参加了由意大利足协发起的有关于违规转会的两次纪律听证会。    
2016年8月，在将保羅·普巴以打破世界纪录转会费用运作到曼联后，拉奧拿据悉获得了保羅·普巴1.05亿欧元转让转会费中的2500万欧元作为佣金。随后，他以900万欧元的价格买下了美国最著名的黑帮老大艾尔·卡彭在迈阿密的故居。
2019年5月8日，意大利足协停止拉奧拿3个月的经纪资格，而他的堂兄文森佐·拉奧拿则被停止两个月。 同年5月10日，在国际足联纪律委员会听取了意大利足协的决定后，禁令被推广至全球范围。 2019年6月13日，在拉奧拿和他的堂兄就原禁令向意大利联邦上诉法院提出上诉成功，为期三个月的禁令被撤销。 
2022年4月28日，多家意大利媒体报道称拉奧拿已经病逝。随后拉奧拿在个人社交媒体发文辟谣，称“这是他们在4个月内第二次想杀死我”，并笑称自己能“起死回生”。但两天后的2022年4月30日，拉奧拿仍因病逝世，享年54岁，拉奧拿家人通过社交媒体发布了这一消息。

## 部分客户名单
- 哈维·西蒙斯[18]
- 埃尔林·哈兰德[19]
- 兹德涅克·格里格拉[20]
- 兹拉坦·伊布拉希莫维奇[21] [22]
- 费利佩·马蒂奥尼
- 马里奥·巴洛特利[23]
- 马克斯韦尔[24]
- 帕维尔·内德维德[2] [21]
- 科尔隆[25]
- 亨里希·姆希塔良[26]
- 保罗·博格巴[12]
- 艾蒂安·卡普[27]
- 布莱瑟·马图伊迪[28]
- 格雷戈里·范德维尔[28]
- 詹路易吉·多纳鲁马[29]
- 马菲斯·德利赫特[30]
- 莫伊塞·基恩[31]
- 洛伦佐·因西涅[31] [32]
- 马尔科·维拉蒂[33]
- 伊尔文·洛萨诺[34]
- 罗梅卢·卢卡库[35]
- 唐耶尔·马伦[36]
- 杰西·林加德[37]

## 部分转会记录
| 日期       | 球员                  | 转入俱乐部   | 转出俱乐部       | 转会费     |
| ---------- | --------------------- | ------------ | ---------------- | ---------- |
| 1988年冬窗 | 弗兰克·里杰卡尔德     | 米兰         | 葡萄牙体育俱乐部 | 未知       |
| 1993年夏窗 | 丹尼斯·博格坎普       | 国际米兰     | 阿贾克斯         | 1200万英镑 |
| 2001年夏窗 | 帕维尔·内德维德       | 尤文图斯     | 拉齐奥           | 4100万欧元 |
| 2004年夏窗 | 兹拉坦·伊布拉希莫维奇 | 尤文图斯     | 阿贾克斯         | 1600万欧元 |
| 2006年夏窗 | 兹拉坦·伊布拉希莫维奇 | 国际米兰     | 尤文图斯         | 2480万欧元 |
| 2009年夏窗 | 兹拉坦·伊布拉希莫维奇 | 巴塞罗那     | 国际米兰         | 4600万欧元 |
| 2010年夏窗 | 罗比尼奥              | 米兰         | 曼城             | 3500万欧元 |
| 2010年夏窗 | 马里奥·巴洛特利       | 曼城         | 国际米兰         | 2400万英镑 |
| 2010年夏窗 | 兹拉坦·伊布拉希莫维奇 | 米兰         | 巴塞罗那         | 2400万欧元 |
| 2012年夏窗 | 兹拉坦·伊布拉希莫维奇 | 巴黎圣日耳曼 | 米兰             | 2000万欧元 |
| 2013年冬窗 | 马里奥·巴洛特利       | 米兰         | 曼城             | 2000万欧元 |
| 2013年冬窗 | 巴托斯·萨拉蒙         | 米兰         | 布雷西亚         | 350万欧元  |
| 2014年夏窗 | 马里奥·巴洛特利       | 利物浦       | 米兰             | 1600万英镑 |
| 2016年夏窗 | 兹拉坦·伊布拉希莫维奇 | 曼联         | 巴黎圣日耳曼     | 免签       |
| 2016年夏窗 | 亨里希·姆希塔良       | 曼联         | 多特蒙德         | 3100万英镑 |
| 2016年夏窗 | 保罗·博格巴           | 曼联         | 尤文图斯         | 1.05亿欧元 |
| 2016年夏窗 | 马里奥·巴洛特利       | 尼斯         | 利物浦           | 免签       |
| 2017年夏窗 | 罗梅卢·卢卡库         | 曼联         | 埃弗顿           | 8500万欧元 |
| 2017年夏窗 | 布莱瑟·马图伊迪       | 尤文图斯     | 巴黎圣日耳曼     | 2000万欧元 |
| 2019年夏窗 | 马泰斯·德里赫特       | 尤文图斯     | 阿贾克斯         | 7500万欧元 |
| 2019年夏窗 | 莫伊塞·基恩           | 埃弗顿       | 尤文图斯         | 2759万欧元 |
| 2020年冬窗 | 埃尔林·哈兰德         | 多特蒙德     | 萨尔茨堡红牛     | 2000万欧元 |